# Vienna Open 2023 - Doppio
Il doppio del torneo di tennis professionistico Vienna Open 2023, facente parte della categoria ATP Tour 500 nell'ambito dell'ATP Tour 2023, si è giocato dal 23 al 29 ottobre 2023 a Vienna, in Austria.
Tra i partecipanti erano presenti Alexander Erler e Lucas Miedler, i detentori del titolo, che sono stati eliminati al primo turno da Sebastian Ofner e Philipp Oswald.
In finale Rajeev Ram e Joe Salisbury hanno sconfitto Nathaniel Lammons e Jackson Withrow con il punteggio di 6-4, 5-7, [12-10].

## Teste di serie
1. Wesley Koolhof /  Neal Skupski (primo turno)
2. Rajeev Ram /  Joe Salisbury (campioni)

1. Marcelo Arévalo /  Jean-Julien Rojer (semifinale)
2. Sander Gillé /  Joran Vliegen (primo turno)

## Wildcard
1. Sebastian Ofner /  Philipp Oswald (quarti di finale)

1. Romain Arneodo /  Tristan-Samuel Weissborn (quarti di finale)

## Qualificati
1. Francisco Cabral /  Henry Patten (primo turno)

### Lucky loser
1. Gonzalo Escobar /  Oleksandr Nedovjesov (primo turno)

1. Neil Oberleitner /  Jurij Rodionov (primo turno)

## Tabellone

### Legenda
| - Q = Qualificato - WC = Wild card - LL = Lucky loser | - ALT = Alternate - SE = Special Exempt - PR = Protected Ranking | - w/o = Walkover - r = Ritirato - d = Squalificato |

|  | Primo turno | Primo turno              | Primo turno              | Primo turno | Primo turno |  |  | Quarti di finale | Quarti di finale        | Quarti di finale        | Quarti di finale    | Quarti di finale |   |      | Semifinali | Semifinali                        | Semifinali | Semifinali               | Semifinali |   |      | Finale | Finale | Finale | Finale | Finale |  |
|  |             |                          |                          |             |             |  |  |                  |                         |                         |                     |                  |   |      |            |                                   |            |                          |            |   |      |        |        |        |        |        |  |
|  | 1           | W Koolhof N Skupski      | 6                        | 65          | [4]         |  |  |                  |                         |                         |                     |                  |   |      |            |                                   |            |                          |            |   |      |        |        |        |        |        |  |
|  |             | S Doumbia F Reboul       | 2                        | 7           | [10]        |  |  |                  | S Doumbia F Reboul      | 65                      | 7                   | [12]             |   |      |            |                                   |            |                          |            |   |      |        |        |        |        |        |  |
|  |             | M Middelkoop A Mies      | M Middelkoop A Mies      | 7           | 6           |  |  |                  | M Middelkoop A Mies     | 7                       | 67                  | [10]             |   |      |            |                                   |            |                          |            |   |      |        |        |        |        |        |  |
|  |             | F Cerúndolo R Matos      | F Cerúndolo R Matos      | 65          | 4           |  |  |                  |                         |                         |                     |                  |   |      |            | S Doumbia F Reboul                | 6          | 61                       | [7]        |   |      |        |        |        |        |        |  |
|  | 4           | S Gillé J Vliegen        | S Gillé J Vliegen        | 4           | 4           |  |  |                  |                         |                         | N Lammons J Withrow | 4                | 7 | [10] |            |                                   |            |                          |            |   |      |        |        |        |        |        |  |
|  |             | N Lammons J Withrow      | N Lammons J Withrow      | 6           | 6           |  |  |                  | N Lammons J Withrow     | N Lammons J Withrow     | 4                   |                  |   |      |            |                                   |            |                          |            |   |      |        |        |        |        |        |  |
|  |             | C Norrie T Paul          | C Norrie T Paul          | 6           | 6           |  |  |                  | C Norrie T Paul         | C Norrie T Paul         | 3                   | r                |   |      |            |                                   |            |                          |            |   |      |        |        |        |        |        |  |
|  | LL          | G Escobar O Nedovjesov   | G Escobar O Nedovjesov   | 3           | 0           |  |  |                  |                         |                         |                     |                  |   |      |            | Nathaniel Lammons Jackson Withrow | 4          | 7                        | [10]       |   |      |        |        |        |        |        |  |
|  | WC          | S Ofner P Oswald         | 7                        | 4           | [11]        |  |  |                  |                         |                         |                     |                  |   |      |            |                                   | 2          | Rajeev Ram Joe Salisbury | 6          | 5 | [12] |        |        |        |        |        |  |
|  |             | A Erler L Miedler        | 64                       | 6           | [9]         |  |  | WC               | S Ofner P Oswald        | S Ofner P Oswald        | 64                  | 1                |   |      |            |                                   |            |                          |            |   |      |        |        |        |        |        |  |
|  |             | N Mektić J Peers         | 7                        | 4           | [8]         |  |  | 3                | M Arévalo J-J Rojer     | M Arévalo J-J Rojer     | 7                   | 6                |   |      |            |                                   |            |                          |            |   |      |        |        |        |        |        |  |
|  | 3           | M Arévalo J-J Rojer      | 63                       | 6           | [10]        |  |  |                  |                         |                         |                     |                  |   |      | 3          | M Arévalo J-J Rojer               | 7          | 3                        | [6]        |   |      |        |        |        |        |        |  |
|  | LL          | N Oberleitner J Rodionov | N Oberleitner J Rodionov | 4           | 3           |  |  |                  |                         | 2                       | R Ram J Salisbury   | 62               | 6 | [10] |            |                                   |            |                          |            |   |      |        |        |        |        |        |  |
|  | WC          | R Arneodo T-S Weissborn  | R Arneodo T-S Weissborn  | 6           | 6           |  |  | WC               | R Arneodo T-S Weissborn | R Arneodo T-S Weissborn | 3                   | 67               |   |      |            |                                   |            |                          |            |   |      |        |        |        |        |        |  |
|  | Q           | F Cabral H Patten        | 3                        | 6           | [7]         |  |  | 2                | R Ram J Salisbury       | R Ram J Salisbury       | 6                   | 7                |   |      |            |                                   |            |                          |            |   |      |        |        |        |        |        |  |
|  | 2           | R Ram J Salisbury        | 6                        | 3           | [10]        |  |  |                  |                         |                         |                     |                  |   |      |            |                                   |            |                          |            |   |      |        |        |        |        |        |  |

## Qualificazioni

### Teste di serie
1. Gonzalo Escobar /  Oleksandr Nedovjesov (ultimo turno, lucky loser)

1. Francisco Cabral /  Henry Patten (qualificati)

### Qualificati
1. Francisco Cabral /  Henry Patten

#### Lucky loser
1. Gonzalo Escobar /  Oleksandr Nedovjesov

1. Neil Oberleitner /  Jurij Rodionov

### Tabellone
|  | Primo turno | Primo turno                          | Primo turno                          | Primo turno | Primo turno |  |  | Ultimo turno | Ultimo turno                         | Ultimo turno | Ultimo turno | Ultimo turno |  |
|  |             |                                      |                                      |             |             |  |  |              |                                      |              |              |              |  |
|  | 1           | Gonzalo Escobar Oleksandr Nedovjesov | Gonzalo Escobar Oleksandr Nedovjesov | 7           | 6           |  |  |              |                                      |              |              |              |  |
|  | WC          | Neil Oberleitner Jurij Rodionov      | Neil Oberleitner Jurij Rodionov      | 63          | 1           |  |  | 1            | Gonzalo Escobar Oleksandr Nedovjesov | 1            | 6            | [3]          |  |
|  |             | Roman Jebavý Petr Nouza              | 6                                    | 1           | [5]         |  |  | 2            | Francisco Cabral Henry Patten        | 6            | 3            | [10]         |  |
|  | 2           | Francisco Cabral Henry Patten        | 4                                    | 6           | [10]        |  |  |              |                                      |              |              |              |  |